# Sertissage
Le sertissage est une opération simple d'assemblage de deux pièces par déformation, habituelle en mécanique, en microtechnique et connectique, mais aussi en joaillerie, en emballage et en plomberie. La déformation de l'une ou des deux parties de l'assemblage se fait sans écrasement de matière. 

## En mécanique
En mécanique, on utilise généralement le sertissage pour immobiliser des pièces sans avoir recours à la soudure, ce qui évite d'avoir une zone affectée thermiquement (ZAT).  
Par exemple pour fixer un écrou sur une tôle sans la déformer, on va réaliser un écrou avec un guidage qui sera replié de l'autre côté de la tôle, préalablement percée, comme pour un rivet ; c'est un écrou serti. Comme pour un rivet, cet assemblage est indémontable.

## En câblerie métallique
Pour rabouter des câbles métalliques (parfois des montages mixtes acier-textile) ou former une boucle (un œil) éventuellement garni d'une cosse, on employait autrefois les techniques du matelotage traditionnel, notamment les épissures, une science ancestrale et complexe, demandant un long apprentissage et assez coûteuses en temps de main-d'œuvre. Ces techniques n'ont pas tout à fait disparu malgré la fin de la marine à voile commerciale, elles sont même incontournables pour les câbles des téléskis, télésièges et autres téléphériques, qui doivent tourner en boucle autour de poulies sans présenter d'aspérités. Un « épisseur » sur câbles métalliques qualifié est un spécialiste recherché dans l'industrie des remontées mécaniques.
Dans la plupart des autres cas, surtout pour former des boucles terminales sur des câbles métalliques (levage, grutage, marine, on utilise des manchons sertis souvent désigneés par le nom commercial d'un des fabricants, Talurit ou Nicopress. Il s'agit de courtes sections de tubes de cuivre ou d'aluminium épais, de section ovale, dont le plus grand axe correspond à deux diamètres de câble et le plus petit à un seul diamètre . Le câble est passé dans le manchon, préformé en boucle, la cosse est insérée, puis le câble repassé dans le manchon qui est ensuite écrasé pour bloquer la boucle. L'écrasement du manchon peut se faire avec une pince mono ou multi-calibres pour les petits câbles inox destinés aux bateaux de plaisance (jusqu'à 6 mm de diamètre), mais l'aspect des manchons est parfois peu flatteur. On obtient des résultats plus esthétiques et plus efficaces avec des matrices usinées qui peuvent être frappées au marteau sur une enclume ou, mieux encore, serties à l'aide d'une presse hydraulique dont l'effort est mieux dosé et plus précis.
Le choix du métal du manchon et du câble est crucial, surtout en usage marine ou atmosphère saline à cause de la corrosion électrolytique sur les câbles en acier inox on ne doit employer que des manchons cuivre ou inox. Les manchons en aluminium sont tolérables à la rigueur sur les câbles en acier galvanisé mais doivent être fréquemment vérifiés, réeprouvés et protégés des dépôts de sel.
Le sertissage des câbles avec des manchons est une solution pérenne et d'aspect beaucoup plus « propre » que les serre-câbles à étriers qui ne doivent être utilisés qu'à titre provisoire, en dépannage.
D'autres sertissages spécialisés (les embouts de câble type aviation) utilisés pour les câbles des commandes d'avion légers (palonniers, manche à balai) mais aussi pour les haubans des voiliers de course utilisent une sertisseuse à galets pour contraindre un manchon tubulaire usiné au diamètre intérieur du câble à sertir et terminé par on œil matricé et alésé. En aéronautique ce type de câble est livré avec un certificat individuel d'épreuve pour des raisons de sécurité.

## En joaillerie
En bijouterie, le sertissage est une opération consistant à fixer une ou plusieurs pierres précieuses sur un bijou. 
Pour fixer la pierre de façon durable sur son support métallique, le sertisseur ne peut ni coller (le risque qu'une pierre tombe étant trop grand), ni souder (les pierres résistant mal aux chocs thermiques). Le travail consiste alors à percer une assise ajustée à la pierre dans le support, poser la pierre dans l'assise, puis rabattre du métal sur la pierre.
Pour ce faire, il existe plusieurs techniques dont les différences se verront sur le rendu final du bijou. Plusieurs techniques de sertissage différentes sont souvent utilisées sur un même bijou.
La technique du sertissage cloisonné existe depuis le début de l'âge du métal. Depuis la Renaissance, certaines pierres sont serties par des griffes soudées autour de la douille contenant la pierre. C'est vers 1750 que le métier de sertisseur s'est transformé : jusque-là les pierres étaient posées sur un fond métallique, mais dès lors, on creuse le fond de part en part pour mieux faire passer la lumière à travers la pierre et alléger la monture.

## En électricité
En connectique, le sertissage est plus sûr qu’une soudure parce qu’on ne déforme pas la structure moléculaire du cuivre, ce qui garantit une durée de vie rallongée et élimine le point faible résultant de températures élevées dans le cas d’une soudure et d’un brasage.
La rentabilité du sertissage ne fait aucun doute : le travail est plus propre et plus sûr avec le sertissage dans la mesure où le sertissage ne salit ni le tube, ni le périphérique, qui dans le cadre du brasage doit être protégé des « fleurs » et des surchauffes. Aussi l’aspect extérieur du cuivre reste inchangé (ne noircit pas).
Dès lors que l’installation a été réalisée dans les règles de l’art et conformément aux indications données dans des dossiers techniques, le sertissage est durable.
Le sertissage sert notamment à fixer les connecteurs RJ-45 et RJ-11 à leur câble. Dans ce cas, il se fait avec une pince spécifique à ces connecteurs.

## Dans l'industrie agroalimentaire

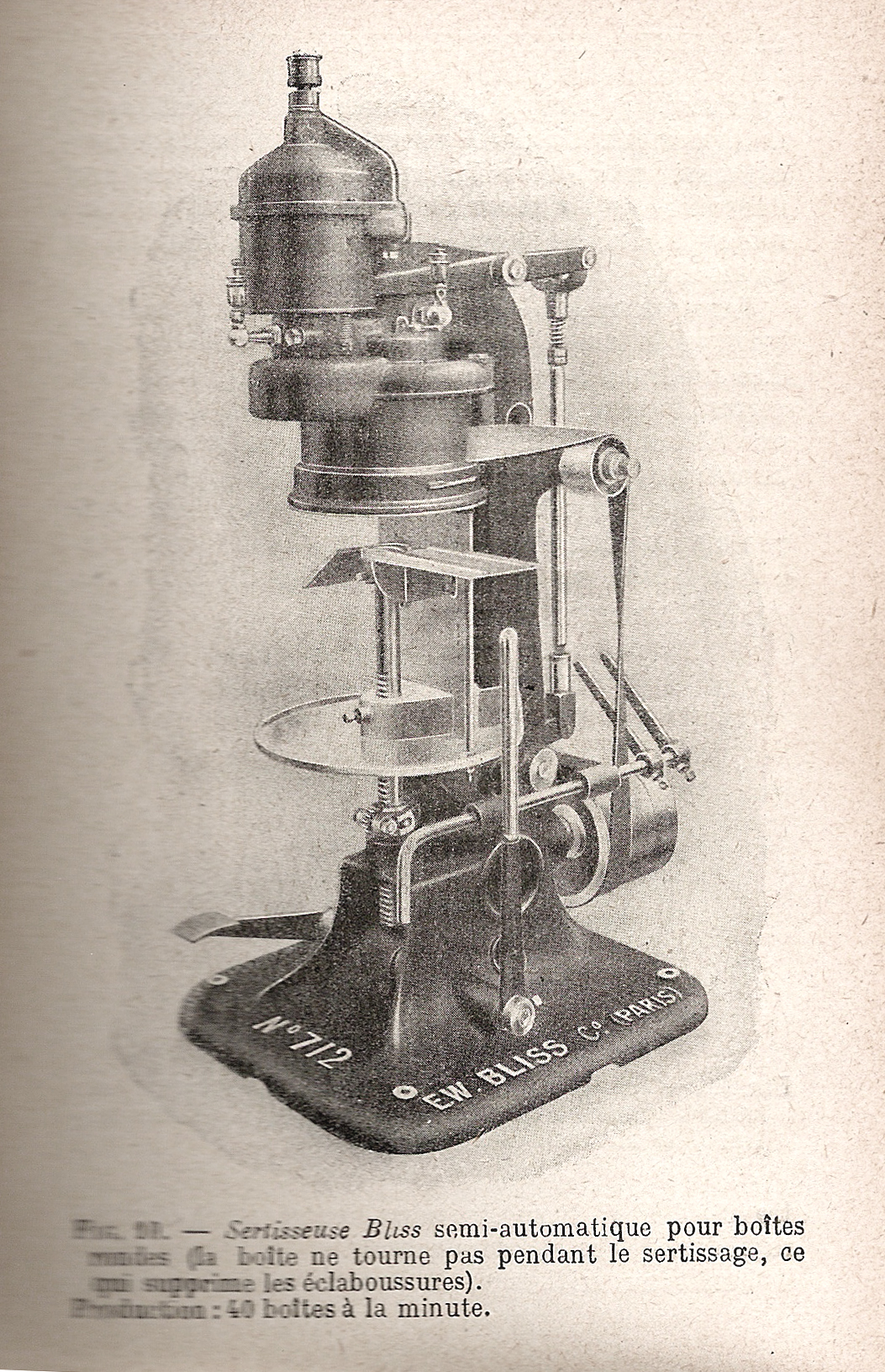
Sertisseuse semi-automatique pour boîtes conserve.

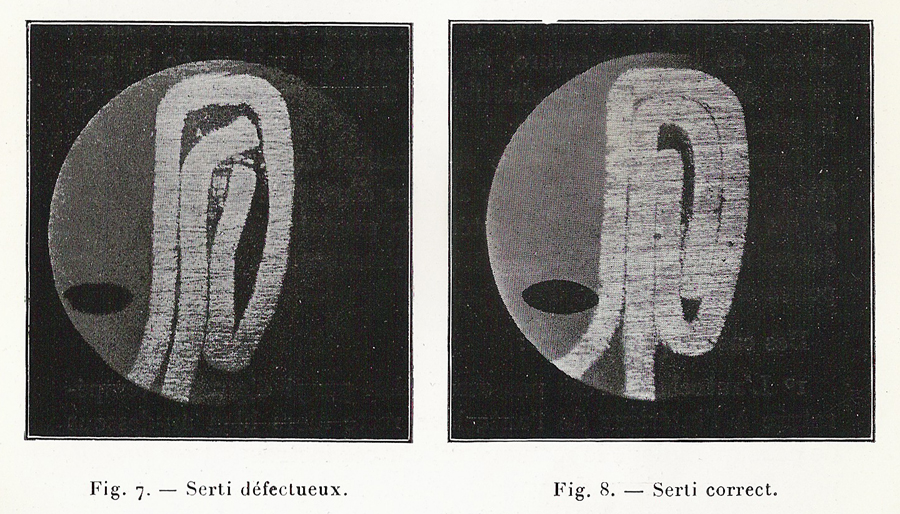
Coupes d’un serti de boîte. Incorrect à gauche, correct à droite.

Dans le domaine de l'emballage, l'opération concerne les boîtes métalliques (conserve, canette à boisson…). Elle permet d'assembler le corps (cylindrique en général) à un ou deux fonds (circulaires en général). Cette opération est réalisée à l'aide d'une sertisseuse, qui peut être manuelle ou automatique. 
Avec un jeu parfaitement calibré, il faut tout d'abord engager sur le corps un fond ou un couvercle. Les pièces sont mises en compression sur un mandrin, puis une molette — dite de première passe — vient enrouler le bord de la boîte avec le bord du fond ou du couvercle. Ensuite, une molette — dite de deuxième passe — serre fortement cet enroulement pour en assurer l'étanchéité parfaite. Les sertisseuses modernes multi-têtes atteignent des cadences allant jusqu'à 1 000 boîtes à la minute.
C'est sur le bord serti que prennent appui les ouvre-boîtes pour découper le fond et permettre l'utilisation du contenu.